# 8-Aminonaphthalin-1,6-disulfonsäure
8-Aminonaphthalin-1,6-disulfonsäure (Trivialname Amino-ε-Säure) ist eine chemische Verbindung und gehört zu den Buchstabensäuren.

## Gewinnung und Darstellung
Die Herstellung von 8-Aminonaphthalin-1,6-disulfonsäure durch Sulfierung von Naphthalin, Nitrierung des Sulfierungsgemischs, anschließender Reduktion mit Eisen und Trennung der entstehenden isomeren Aminonaphthalinsulfonsäuren durch Kristallisation wurde 1888 in einem Patent der Actiengesellschaft für Anilinfabrikation beschrieben. Wie von Gustav Schultz 1890 gezeigt werden konnte, entsteht bei diesem Prozess ein Isomerengemisch bestehend aus 8-Aminonaphthalin-1,6-disulfonsäure, 3-Aminonaphthalin-1,5-disulfonsäure und 4-Aminonaphthalin-1,5-disulfonsäure.

## Eigenschaften
Die 8-Aminonaphthalin-1,6-disulfonsäure und ihr Natriumsalz sind in Wasser sehr gut löslich, während das Bariumsalz schwerlöslich ist.
Bei 180 °C wird die Aminogruppe in Wasser hydrolysiert und man erhält die 8-Hydroxynaphthalin-1,6-disulfonsäure. Durch Reduktion mit Zink oder Natriumamalgam wird die 8-Aminonaphthalin-1,6-disulfonsäure zur 4-Aminonaphthalin-2-sulfonsäure (Cleve-γ-Säure) desulfoniert. Durch Alkalischmelze erhält man die 4-Amino-5-hydroxynaphthalin-2-sulfonsäure, während durch Umsetzung mit 10 %iger Natriumhydroxid-Lösung bei 250 °C die 4,5-Dihydroxynaphthalin-2-sulfonsäure entsteht.

## Verwendung
8-Aminonaphthalin-1,6-disulfonsäure ist ein Zwischenprodukt bei der Herstellung von Farbstoffen. Durch Umsetzung mit Anilin ist die 5,6-Dianilinonaphthalin-1-sulfonsäure zugänglich:
5,6-Dianilinonaphthalin-1-sulfonsäure wird für Safraninfarbstoffe wie C.I. Acid Blue 61 verwendet.